# Nikolaus von Falkenhorst
Nikolaus von Falkenhorst, född 17 juni 1885 Breslau, död 18  juni 1968 i Holzminden, Niedersachsen, var en tysk militär och befälhavare under andra världskriget. 
von Falkenhorst kom från en preussisk officersfamilj utan jordegendomar. Hans namn var ursprungligen Nicolaus von Jastrzembski, men han bytte efternamn 1911. Bara 12 år gammal blev han kadett och fullföljde krigskolan i Potsdam 1904.

## Militär karriär
Under första världskriget var han kompanichef i ett grenadjärregemente, där han avancerade till kapten. Han hade varierande befattningar i Frankrike och Öst-Galizien. 1918 deltog han i Finska inbördeskriget på regeringsstyrkornas sida.
I det Reichswehr omfattande 100 000 man som republiken Tyskland fick rätt att hålla enligt Versaillesfördraget, blev von Falkenhorst befordrad till överste 1932.
Efter Adolf Hitlers maktövertagande 1933 blev han militärattaché i Prag med sidoackreditering i Belgrad och Bukarest. von Falkenhorst blev 1935 befordrad till generalmajor och under angreppskriget mot Polen förde han befäl över XXI. Armeekorps med så stor framgång att han blev utnämnd till general i infanteriet. Han tilldelades i april 1940 Riddarkorset av järnkorset.

## Hans tid i Norge
21 februari 1940 gav Adolf Hitler von Falkenhorst order om att förbereda invasionen av Danmark och Norge under Operation Weserübung och den 10 april flög han från Hamburg till Fornebu i Oslo. Vid segerfesten 19 juli blev han generalöverste - hans sista befordran. Året efter ledde han en tid operationer i norra Finnmark fylke. Han blev avlöst av generalöverste Lothar Rendulic den 18 december 1944. 
I september-oktober 1945 kom von Falkenhorst till förhör i Oslo. En brittisk-norsk domstol i Braunschweig i Tyskland dömde honom 2 augusti 1946 till döden för brott mot folkrätten, däribland övergrepp mot allierade fångar, närmare bestämt brittiska kommandosoldater, som överlämnades till SS för avrättning. Domen omvandlades 2 december 1946 till tjugo års fängelse, men han frigavs av hälsoskäl så tidigt som 1953.
Nikolaus von Falkenhorst avled 1968